# Boronia pauciflora
Boronia pauciflora là một loài thực vật có hoa trong họ Cửu lý hương. Loài này được W.Fitzg. mô tả khoa học đầu tiên năm 1918.